# カジテツ王子
『カジテツ王子』（カジテツおうじ）は向浦宏和による日本の漫画作品。『週刊ヤングジャンプ』（集英社）にて、2006年42号から2010年12号まで連載された。単行本は全9巻。

## 概要
喫茶店を営む実家に母と姉と住む25歳ニートの男の毎日を描くギャグ漫画。
本作品の元ネタは『週刊ヤングジャンプ増刊・漫太郎』に読みきり作品として掲載されていた『逆走!! ルームランナー』。その後、実家が喫茶店であることや姉の髪型など、設定の改変を行い、現在に至る。

## 主な登場人物
浅野 辰也（あさの たつや）
本作品の主人公。25歳のニート。履歴書もろくに書けず、面接用のスーツを買おうとしても、すぐ考えが横道に反れて何かと必要でないものを買ってしまう。妄想癖があり、新しい喫茶店のアイディアや逆オナニーのネタなどを考えた回もあった。人見知りで、店に客がいる時は部屋から出てこない。特技はニートになってからの3年間で上手くなった魚肉ソーセージのフィルム早剥き。プライドが高い一面があり、同情されるのを嫌う。みんなでワイワイな空気が苦手でイベントごとの際には「早く帰ってTV見たい」などと思っている。放浪中の父を「男の中の男」として尊敬している。口癖は「ジーザス!」「デンジャー!」そしてテンパったり逆切れしたときに出る「ボルケーノォ!」。大野晶ことチエコとは恋仲にまでは発展していないが、チエコの毎回のアピールもあり、次第に辰也からも好意を寄せるようになったが、当人達は両想いである事に気付いているのかいないのか曖昧である。ホクロが口の下にある。1981年12月31日生まれ。頭にタオルを巻いていることが多い。大学に通っていた時期もあったが、3年で中退している。後半では居酒屋「メテオ」でバイトとして働くことになり、ニート脱出のきっかけをつかむべく奮闘することとなる。「メテオ」採用には母の君枝が店長に頭を下げて半ば無理に採用してもらっていたことを知りショックを受けるが、「メテオ」が店をたたむまで勤め上げた。最終回ではニートを脱出し、焼き鳥チェーンの屋台で働いている。
浅野 亜紀（あさの あき）・姉
辰也の姉。26歳の会社員。アフター5や休日を家業の手伝いに当てている孝行娘。主にお色気キャラクターとして用いられる事が多い。気性は元ヤン的で、スーツを買ってこない辰也を蹴ったり口喧嘩したりする事もあるが、実際は店で辰也の悪口を言った客を追い出したり、辰也をはっきり「ニート」と公言する婚約者の股間を蹴るなど、弟思いの面もある。なお、婚約者がいたが前述の事件をきっかけに別れてしまった。頑固で結婚願望が強く理想を押しつけがちな性格で、何度も婚約は失敗しているため未だ処女である。夜は素っ裸で寝る習慣があり、家の中ではパンツでうろつくこともあるなど、羞恥心に欠けている。目の下に泣き黒子がある。地元のスポーツ用品メーカー「横田スポーツ」に勤務しているが、仕事ぶりはあまり優秀とは言えない。勤務中は眼鏡をかけている。相当な機械音痴でビデオの再生・停止もおぼつかなく、テレビとカーナビの区別もできない。辰也の自立を願ってやまないが、何かと辰也の心配をして構うブラコン気質がある。
浅野 君枝（あさの きみえ）・母　
辰也の母。喫茶ルートヴィッヒを切り盛りしており、辰也や娘に手伝わせている。辰也を案じるあまり、厳しくあたりがちな姉とは対照的に、「まあまあアキちゃん」となだめる役を担っている。一見、モノにこだわらない優しい母親だが、全ては息子をニートから脱出させ、円満な家族を維持するために、本で見知った知識を鵜呑みにしている。相当なストレスをためており、常に欲求不満で性欲を持て余すあまり、ラブホテルに小西と入ろうとしているのを発見されて以来、どこか家族がギスギスしてしまっている。旧姓は林。若い頃はかなりの美人で「ミスまつたけ」に輝いている。
浅野 龍次（あさの りゅうじ）・父
現在、行方不明。一応、ブラジルに伝説のコーヒー豆を探しに行っていることになっている。回想から推測すると辰也が小学生くらいまではまだ一緒にいたと思われる。奇行の多い人物だったようで、ポケットに手を突っ込んだまま短距離走、娘の初潮を近所に号外、銭湯で隣のヤクザのシャンプーを勝手にこっそり使うなど枚挙にいとまがない。実は、辰也の街のすぐ近くで「幸せ研究所」という詐欺商売をやっており、ラッセン画のツルベの肖像、かぶるともてるツタンカーメンのマスクなどを売っている。母との不仲の直接の原因は「パイプカット」のせいらしい。仮面を被って手紙を届けにルードヴィッヒへやって来て、公園で君枝と対面した。一人称は「ワシ」。妻とは頑なに距離を保つが、不思議な直感で浮気やピンチを察し、怪しげな術を用いてこれを止めている。

### 安達町関連の登場人物
大野 晶（おおの あきら）・チエコ
辰也の父が経営する「幸せ研究所」唯一の社員の女の子。ここで働くようになったのは、就職活動に失敗し、親に嫌みを言われているときに唯一採用してくれた会社だったから。辰也にはなぜか「チエコ」と勝手に呼ばれている。辰也の父との関係は不明だか、「所長やさしいからつい甘えちゃうけど」などとコメントしていることから、比較的良好と言える。生き別れの妹のふりをして辰也をだまし、ツルベの絵を買わせていた（その絵はルートビィッヒに飾ってある）。素直になれない性格で、見栄からすぐ嘘をついてしまう上、現在の職業から地元では「嘘吐き女」で通っている。ひょんなことから辰也とキスしてしまい、またなぜか辰也の前では素直になれる自分に気がついた晶は、いつしか辰也に好意を抱くようになる。高橋さんに夢中な辰也に苛立ち、ついに告白するが辰也は照れ隠しで「いつもの冗談だろ？」とまともに聞き入れなかった。その後、海や旅行編、日常などを通し徐々に辰也とは親密な関係になってきている（実際両想いであるが阿藤にその事を指摘されても信じようとはしなかった）。日本舞踊を習得し、絵も達者。幸せ研究所のツルベの絵はらっせんのサインが書いてあるが、実際は彼女の筆によるもの。実は画家・大野天心の娘。最終回では辰也の子を妊娠する。
高橋 優（たかはし ゆう）
辰也が片思いしている近所のコンビニの店員の女子大生。辰也は彼女のシフトを把握しているようだが、ニートであることがばれるのを恐れ、その時間帯にはあまり行かない。「お釣りを丁寧に渡してくれる」と辰也がコメントするような、接客態度のいい優等生タイプ。クリスマスの日に出勤していたことから彼氏はいないと思われるがその後同じ大学の男と付き合い始めた事がわかり、それが原因で辰也は傷心旅行へ出かける。ただし、高橋さん本人はどこか煮え切らない様子。ひょんなことから辰也と親しくなり、次第に好意を寄せるようになり大野を絡めた三角関係にまで発展する。前髪パッツンの髪型がポイント。酔った辰也に「スイカ頭」と言われて以来、ヘアピンで止めて流している。性格は天然ボケに近く、様々な聞き間違いで辰也を境地に陥れたり辰也の姉に惚れたりと、性格の上塗りがされていき登場初期とはかなり改変されている。マタギを生業とする東北の山村「高橋村」の村長の娘。
宇佐見（うさみ）
通称・ウザミ。辰也の同級生で青年団のメンバー。地元の不動産屋で働いている。最初はニートである辰也を笑いものにしたが、やがて何かと心配して顔を出すようになる。ただ辰也はそれもひどくうっとうしいと思っている。
小西（こにし）
通称・団長。地元青年団の団長。地元の若者たちの彼への信望はとても厚い。ただし、辰也同様ニートである。いつも笑顔でつかみどころのない人物だが、辰也の母と関係を持っている疑いもあり、とかく恐ろしい男。ちなみに家族はみんな同じ顔である。最終回では青年団での活動が評価され、イベント会社に就職している。
及川 奈央紀（おいかわ なおき）
ヤクザ。辰也の父の借金を取り立てに来るが、見た目に反して極端なバカ。実は辰也の小学校時代の同級生であり、その時のアダ名は「ジュラ紀」。辰也が自分のヒヤシンスに理科室の薬品をかけたところ、巨大なシダ植物に変化してしまったため、あわてて及川のヒヤシンスとすり替えてしまった結果、彼がいじめられることになった。罪悪感から及川をかばった辰也を、今でも男の中の男として尊敬している。再会後友人としてつきあい、辰也が風邪で寝込んだ際には店の前でお百度を踏み、亜紀に追い出された。辰也が童貞である事を知り、自分の妻を抱かせようとするなど、非常に義理堅い。
弁天（べんてん）
本名なのか愛称なのかは不明。及川の女。及川を愛するあまりアホになった。及川の頼みで辰也の筆おろしをしようとするなど、極道の女としての度胸と挺身を心得ている。
勘吉（かんきち）
及川の舎弟。「しゃーすぞコラァ!」（裏声）でしか喋れない。謎だらけの男だが、及川には絶対服従している。現在、全国で指名手配されている。
瞬（しゅん）
重病の小学生。学校にも行けないので、病気がまだそれほど重くなかった頃は、親が仕事の間、ルートヴィッヒで過ごしていた。当時半ばひきこもりだった辰也は、リハビリをかねて瞬の相手をすることを命じられ、一日中オセロをしていた。子供相手でも本気でムキになる「嘘のつけない」辰也に次第に心を許していく瞬だったが、そんなある日、突然病気が悪化して入院してしまう。瞬の命がもう長くないことを知った辰也は、おまえの病気はすぐ治ると嘘をつくのだが、その顔は涙でぐしょぐしょだった…。一年後、瞬の命日。瞬の遺影の前で語りかけながらオセロをする辰也の姿がそこにはあった。ギャグマンガであるカジテツ王子唯一の泣ける話として話題になった異色の一話。
山崎 純（やまざき じゅん）
辰也が、バイトの面接を初めて受けた警備会社「ニコラス警備」の社長の依頼でニート更生に挑んだオタク。「絵に描いたようなオタク」で二次元萌えを強調するが、実は本当の自分を見失った元暴走族総長のなれの果てで、オタクのふりをしているだけである。眼鏡を取ると極端にイケメンになる。口ぐせは「～でござる」「萌え～（ぼえ～）」。二次元のものならなんでも萌える。
ボブ・パチョレック
ホームステイで浅野家にやってきた外国人。外見は辰也曰く「トレーラーの運転手」。ノリは日本の中学2年生と同じだが文化については曲解している節がある。後に芹沢の高校へ留学生としてやってきた。芹沢に告白するが振られる。
伊集院 千尋（いじゅういん ちひろ）
辰也の高校時代の同級生。辰也と同様に高校時代は友人がおらず、現在もニート。高校生時代は帰宅部であるが本人曰く「今年のドラフトで1位になる」との事。電柱にツリーハウスのような家を建てて住んでいたが、後に近藤さんの家に居候する事に。

### 横田スポーツ関連の登場人物
近藤 純子（こんどう じゅんこ）
姉・亜紀の勤務するスポーツ用品メーカー「横田スポーツ」の同僚。才色兼備な美女。ただし部長・社長とはただならぬ関係にあり、いずれもSMまがいのプレイに興じている。なぜかこの現場はビデオに録られており、応接室のデッキに入っていたが、これが近藤さんの何らかの企みなのか、変態重役のうっかりなのかは不明。こうしたエピソードに代表されるように高貴な物言いとは裏腹に貞操観念がゼロである。社長令息を狙っており、彼と親しくなった亜紀を陥れる為、辰也を懐柔して犯させようとする。このエピソードに代表されるように、道徳観念もゼロである。見た目とのギャップ、行動のストレートさはこれまでの女性キャラにはないタイプ。亜紀に対して猛烈なライバル心を持っており、なんとか陥れてクビにしようと日々弱点を探しているが、実は梶原一騎のファンであり、ライバルとの戦いに憧れているだけな節も。愛犬はキャロライン。室内で飼っているが大型犬である。家ではジャージでカップラーメンを啜り、だははと豪快に笑う。
神山（かみやま）
元柔道部で亜紀の後輩。亜紀に惚れており、何かとアプローチをするがその都度虐げられている。
園田（そのだ）
辰也の高校時代の同級生。才色兼備のクラスのマドンナで卒業後は国立の大学院まで進学したが、就職難の煽りもありフリーターをしていた。近藤の口利きで横田スポーツに就職する。

### 居酒屋メテオ関連の登場人物
店長
居酒屋「メテオ」の店長。辰也の母、君枝の強い申し入れにより辰也を「メテオ」に採用する。後に不況で店をたたむこととなる。
芹沢 凛（せりざわ りん）
夜はメテオ、朝は新聞配達のアルバイトを掛け持ちする女子高生。苦学生そのものであり、空腹をまぎらわす為にガムを噛んだり耳に大量のピアス（空腹感を無くすツボに穴を空けている）を付けている。1人暮らしをしていたが、メテオ閉店後に浅野家に居候する事になった。将来は店を持ちたいと考えており、大学は経営学部を志望している。最終回では辰也と同じ焼き鳥屋台でバイトしている。
新田 勇次（にった ゆうじ）
福祉の学校に通う渋谷系の男。バンドを組んでおりギターが得意。
田嶋（たじま）
「愛留（あいる）」という1人娘を溺愛しており、新田と同じく渋谷系の外見。メテオ閉店後はとび職をしている。

### その他の登場人物
阿藤（あとう）
チエコの父で日本画家の大野天心の元で画を学んでいた青年。画家としての修業もかねて世界じゅうを旅してきた。剛胆かつマイペースな性格。小西を一撃で倒すパンチ力を持つ。チエコとは恋仲だったようだが、深い関係には至っていない模様（チエコが処女だと告白しているため）。
戸川純平（とがわ じゅんぺい）
辰也が学生時代の、唯一の友人。大学には殆ど通わず、バイトとギャンブル、喧嘩に明け暮れる荒れた生活を送っている。良く言えば気さく、悪く言えば馴れ馴れしい性格。当初辰也からはいぶかられていたが、次第に打ち解け何でも話せる親友になる。恋人のミカを妊娠させ、中絶を迫ったため、辰也の怒りを買い絶縁状態となる。
ミカ
純平の恋人。純平と同棲し、夜の仕事をしながら暮らしている。純平の子を妊娠し、中絶を迫られ苦悩する。その後、辰也が働いている屋台で、純平、ミカ、そして息子の3人で焼鳥を買い求めている姿を確認できる。

### 辰也の別キャラクター
山田ビスケット（やまだビスケット）
「女性のためのAV」を作れば売れるのではないかと考えた辰也が自ら扮する男優で、通称・性の伝道師。姉が中学生の社会科見学用の資料作成用に持ち帰ってきたビデオカメラで自分撮りし、機械音痴の姉はそのままそれを放映してしまう。以来、地元の中学生の間では「禍福をもたらすHな座敷童」「ちん毛を手に入れると永遠の性欲を手に入れられる」など、妖怪・山田ビスケットとして都市伝説となった。しばしば目撃証言が出てくるのは、辰也が夜な夜な家の窓際で、山田ビスケットの格好で妙な訓練に勤しんでいるから。お尻で餃子を包する、金玉に胎教など、わけのわからない特訓を行う。

### カジテツ王子公式イメージソング
バクザン「ニートの唄」
MySpace週刊ヤングジャンプ創刊30周年イメージソングコンテスト特別賞受賞作品

## 単行本
- 向浦宏和 『カジテツ王子』秋田書店〈ヤングジャンプ・コミックス〉、全9巻

1. 第1巻：2007年4月19日発売 ISBN 978-4-08-877217-2
2. 第2巻：2007年8月17日発売 ISBN 978-4-08-877312-4
3. 第3巻：2007年12月19日発売 ISBN 978-4-08-877366-7
4. 第4巻：2008年4月18日発売 ISBN 978-4-08-877427-5
5. 第5巻：2008年8月19日発売 ISBN 978-4-08-877492-3
6. 第6巻：2009年1月19日発売 ISBN 978-4-08-877576-0
7. 第7巻：2009年5月19日発売 ISBN 978-4-08-877644-6
8. 第8巻：2009年9月18日発売 ISBN 978-4-08-877720-7
9. 第9巻：2010年3月19日発売 ISBN 978-4-08-877824-2

## 補足事項
連載終了した『週刊ヤングジャンプ』2010年12号での巻末コメントは「ご愛読ありがとうございました！僕はニートに戻ります。」である。